# Église Saint-Martin du Vilhain
L'église Saint-Martin du Vilhain est un édifice religieux situé sur le territoire de la commune du Vilhain, dans le Bourbonnais (Allier). Cette église témoigne de la transition de l'art roman à l'art gothique. 
Elle fait l’objet d’une inscription au titre des monuments historiques depuis le 17 mai 1933.

## Historique
Cette église aurait été construite par les Templiers à la fin du XIIe et au début du XIIIe siècles, sur les ordres du sire de Bourbon Archambaud VI, pour défendre le château de Bourbon-l'Archambault. Elle fut le siège d'un couvent habité par les Templiers. Édifiée sur une motte entourée d'eau jusqu'au XIXe siècle, elle faisait partie d'un ensemble comprenant un couvent fortifié et un cimetière.
En réalité, d'après les archives conservées dans les différents centres d'archives départementaux (Rhône, Allier, Cher), rien ne prouve que cette église soit d'origine templière. En revanche, au XVIIe siècle est mentionné un bois au Vilhain. Il dépendait de la commanderie de Francheville. Effectivement, cette commanderie était templière, mais de là prétendre que l'église l'était aussi...
Lors de la réfection du dallage de l'église au XIXe siècle, une pierre comportant les armes des ducs de Bourbon a été trouvée avant d'être encastrée dans le mur sud du presbytère pendant sa reconstruction. Certains ont pensé qu'il pourrait s'agir de la dépouille du sire Archambaud VI dont la sépulture n'est pas connue, puisqu'avant Souvigny les Bourbons n'avaient pas de lieux déterminés pour élever leurs tombeaux. On en trouvait alors à Chantelle, Le Montet, Bourbon-l'Archambault... Pourquoi donc pas la chapelle templière du Vilhain ? Camille Gagnon pense plutôt à un fils bâtard d'un Bourbon qui aurait voulu démontrer son statut de membre de la famille ducale par l'utilisation des armes des Bourbons.

## Description
Elle possède un portail polylobé, tout comme les églises d'Urçay, Deneuille-les-Mines, Bizeneuille, Cosne-d'Allier, Saint-Bonnet-de-Four, Charroux, Saint-Hilaire-la-Croix, Saint-Myon..., ce qui peut laisser penser que Le Vilhain se situait sur les chemins de Saint-Jacques-de-Compostelle en Bourbonnais. La nef est voûtée d'ogives. L'abside du XIVe siècle est en cul de four. Le clocher est ajouté à l'ensemble au XVIIIe siècle. Autrefois, l'édifice ne possédait pas de clocher mais un clocher-mur se dressait sur le mur de l'arc triomphal qui sépare nef et chœur. On peut encore clairement le distinguer puisqu'il a été inséré dans le clocher du XVIIIe siècle ; c'est le côté oriental ouvert de deux baies décorées. Au XIXe siècle, la toiture et la façade sont surélevées. La restauration en cours consiste à reconstituer la charpente et la toiture à double pans d'origine, antérieure au XVIe siècle et typique des petites églises romanes.